# Raputia amazonica
Raputia amazonica är en vinruteväxtart som först beskrevs av Huber, och fick sitt nu gällande namn av J.A. Kallunki. Raputia amazonica ingår i släktet Raputia och familjen vinruteväxter. Inga underarter finns listade i Catalogue of Life.